# Saint Lucia Workers’ Union
Die Saint Lucia Workers’ Union (WU, SLWU) ist eine Gewerkschaft (trade union) in St. Lucia. Sie ist die älteste Gewerkschaft des Landes und angeschlossen an die International Trade Union Confederation.
Die Gewerkschaft wurde 1939 unter dem Namen Saint Lucia Workers’ Co-operative Union gegründet und 1956 umbenannt. Viele der Parteien von St. Lucia sind aus der Gewerkschaft entstanden.
In den 1960er Jahren hatte die SLWU 2.500 Mitglieder.